# Sainte-Catherine-de-Fierbois
Sainte-Catherine-de-Fierbois è un comune francese di 661 abitanti situato nel dipartimento dell'Indre e Loira nella regione del Centro-Valle della Loira.

## Società

### Evoluzione demografica
Abitanti censiti